# Dryandra columnaris
Dryandra columnaris là một loài thực vật có hoa trong họ Quắn hoa. Loài này được A.S.George miêu tả khoa học đầu tiên năm 1996.